# Werner Alfred Berger
Werner Alfred Berger (ur. 22 stycznia 1901 w Konstancja, zm. 10 czerwca 1964 w Rottweil) – niemiecki zbrodniarz wojenny, członek załogi niemieckiego obozu koncentracyjnego Buchenwald i SS-Oberscharführer.
Z zawodu urzędnik banku. Członek NSDAP i Waffen-SS (od kwietnia 1940). Pełnił służbę w obozie Buchenwald od stycznia 1941 do kwietnia 1945 jako urzędnik administracji, odpowiedzialny za pieniądze zrabowane więźniom. Berger był również czasowo, od kwietnia 1942 do maja 1943, przydzielony do Kommanda 99, które zajmowało się eksterminacją jeńców radzieckich. Osobiście rozstrzelał kilkudziesięciu z nich w obozowej stajni (między innymi czternastu w styczniu 1943).
Berger został osądzony za swoje zbrodnie przez amerykański Trybunał Wojskowy w Dachau w procesie członków komanda 99 (US vs. Werner Alfred Berger i inni) i skazany na karę dożywotniego pozbawienia wolności.